# Стефан II Котроманич
Стефан II Котроманич (на босненски: Stjepan II Kotromanić) е бан на Босна в периода от 1322 до 1353 година.
Той е най-възрастният син на Стефан I (1287 – 1314) от династията Котроманичи и Елисавета Неманич, дъщеря на сръбския крал Драгутин и Каталина Арпад. През 1314 година е обявен номинално за бан, но до 1322 година на практика е подчинен на хърватския бан Младен II Шубич. След 1326 година управлява заедно с брат си Владислав. Стефан е един от най-успешните владетели на Босна през Средновековието, подготвил създаването в края на XIV век на Кралство Босна.
Стефан II умира през 1353 година и е наследен от малолетния си племенник Твръдко I.

## Семейство
Стефан Котраманич е имал три брака:
- с неизвестна по име католичка, вероятно дъщеря на граф Майнхард Ортенбург, владетел на Каринтия
- с дъщеря или друга родственица на българския цар Михаил Шишман през 1329 г.[1]
- с полската принцеса Елизавета Куявска около 1335 г.[2]

От тези три брака той е имал четири деца:
- Катарина, която след брака си става майка на граф Херман II
- Вук, син от брака му с дъщерята на граф Майнхард Ортенбург, починал още приживе на баща си[4]
- Стефан, син от брака му с Елизавета Куявска[5]
- Елизабета Котроманич, кралица на Унгария, Хърватия и на Полша